# هانس هربرت فيدلر
هانس هربرت فيدلر (بالألمانية: Hans Herbert Fiedler)‏ هو مغني أوبرا ومغني نمساوي وألماني، ولد في 10 نوفمبر 1907 في ترييستي في إيطاليا، وتوفي في 2004 في ميونخ في ألمانيا.

## وصلات خارجية
- هانس هربرت فيدلر على موقع ميوزك برينز (الإنجليزية)
- هانس هربرت فيدلر على موقع ديسكوغز (الإنجليزية)